# The Times
A The Times (ejtsd: dö tájmz) konzervatív brit napilap, külföldön időnként The London Times, illetve The Times of London néven említik, a sok azonos nevű angol nyelvű laptól megkülönböztetendő.
A The Times alapítója John Walter, aki 1785. január 1-jén The Daily Universal Register címen jelentette meg a lap első számát. Már 1788. január 1-jén megváltoztatta azonban az újság címét, ekkor lett The Times. A lapot később fia vette át és 1847-ben bekövetkezett haláláig ő volt a lap kiadója. 1814. november 29. óta az újságot a világon először a német Friedrich Koenig és Andreas Friedrich Bauer által kifejlesztett gőzhajtású gyorsnyomdagépen nyomtatták, így lehetővé vált az óránként 1100 példányszám nyomtatása. A lap befolyása a 19. század közepén a konkurensek megjelenésével (The Daily Telegraph, Morning Star, Standard) csökkent, az újság kénytelen volt a konkurensekhez hasonló 3 pennyre levinni az árat. A The Times számára alakították ki a mára igen ismert és elterjedt Times New Roman karakterkészletet.
Az újság 1981 óta Rupert Murdoch News Corporation nevű cégbirodalmának része. 1981. február 13-án vásárolta meg a Thomson-csoporttól, mert a The Times és a Sunday Times című lapokat megjelentető kiadónak problémai voltak egyrészt a brit szakszervezetekkel, másrészt nem volt elég jövedelmező az újság. A The Times hajlik a tulajdonos konzervatív politikai beállítottságát reflektálni. Az 1980-as években ezért több ismert szerkesztő és tudósító hagyta el a lapot és szegődött az újonnan alapított The Independenthez, pl. az ismert Közel-Kelet-szakértő, Robert Fisk.
2004 júliusában a Times példányszáma 650 ezer volt. Az újság 216 évig az ún. broadsheet (lepedő) formátumban jelent meg, 2004. november 6-án azonban átváltott az ún. tabloid formátumra. 2006. június 6. óta létezik egy amerikai egyesült államokbeli kiadása is, amelyet New Yorkban nyomtatnak. 2010 júniusa óta az újság fizetési falat alkalmaz, honlapjának olvasása napi egy vagy heti két angol fontba kerül.
Az újság szerkesztősége 2006-ban az Erdélyi Magyar Nemzeti Tanácstól Báthory-díjat kapott.

## Külső hivatkozások
- Times Online Archiválva 2009. január 6-i dátummal a Wayback Machine-ben
- Archívum 1785–1985 Archiválva 2008. szeptember 3-i dátummal a Wayback Machine-ben – Teljes szöveg eredeti megjelenésben